# Université de Great Falls
L'université de Great Falls (en anglais : University of Great Falls) est une université américaine située à Great Falls dans le Montana. Elle a été renommée Université de Providence (University of Providence) le 1er juillet 2017. 